# Rachel Hyink
Rachel Hyink (* 13. Juni 1998 in Red Deer) ist eine kanadische Leichtathletin, die sich auf den Stabhochsprung spezialisiert hat.

## Sportliche Laufbahn
Erste internationale Erfahrungen sammelte Rachel Hyink im Jahr 2017, als sie bei den U20-Panamerikameisterschaften in Trujillo mit übersprungenen 4,00 m die Bronzemedaille im Stabhochsprung gewann. 2022 gewann sie bei den NACAC-Meisterschaften in Freeport mit 4,20 m die Bronzemedaille hinter den US-Amerikanerinnen Alina McDonald und Emily Grove. Im Jahr darauf nahm sie an den Panamerikanischen Spielen in Santiago de Chile teil und belegte dort mit 4,20 m den fünften Platz.

## Persönliche Bestleistungen
- Stabhochsprung: 4,37 m, 17. Juni 2023 in Calgary
  - Stabhochsprung (Halle): 4,40 m, 11. Februar 2022 in Edmonton